# Sankt Koloman
Sankt Koloman egy község Ausztriában. Az 1619 fős település Salzburg tartomány Halleini járásban található.

## Fekvése
Sankt Koloman Tennengau tájegységhez tartozik. A falut a Salzach folyó völgye mellett elterülő fennsikra építették.
Salzburgból fél órán belül elérhető autóval, illetve helyközi autóbusszal.
A település részei:
- Oberlangenberg (497 fő, 2015. január 1-jén[3])
- Taugl (1156)
- Tauglboden (18)

## Története
A faluról az első írásos emlék 1506-ból származik, mikor felszentelték a helyi templomot. 1768-ban a templom leégett, újjáépítését csak 1805-re sikerült befejezni.

## Turizmus, látnivalók
- A St. Koloman templom, nevezetessége  kései gótika jegyében született szobor, mely a szentet ábrázolja.
- Az 1967-ben alapított helytörténeti múzeum egy régi iskolát, illetve a múltbéli mezőgazdasági életet, annak eszközit mutatja be. Különlegessége a helyi dialektus kifejezésit örző archívum.
- Gleccsernyomok: az utolsó jégkorszakban lecsiszolt sziklák 2 kilométerre a falutól.
- 1078 méteres magasságban található a Seewaldsee. A kis tó és környéke természetvédelmi terület.